# Casey Gagliardi
Casey Jordan Gagliardi (* 19. Februar 1991) ist eine US-amerikanische Theater- und Filmschauspielerin, Tänzerin und Model.

## Leben
Gagliardi wurde in den USA geboren, wo sie auch aufwuchs. 2012 debütierte sie im Kurzfilm Cutting Ties. Sie übernahm Episodenrollen 2016 in The Real O’Neals und 2017 in Tunes to Work By. 2018 übernahm sie die weibliche Hauptrolle der Ashley Carr im Splatterfilm Primal Rage. 2019 spielte sie zwei verschiedene Charaktere in jeweils einer Episode der Fernsehserie Goliath. 2021 folgten der Kurzfilm Messenger und der Spielfilm Bond: Kizuna.

## Filmografie
- 2012: Cutting Ties (Kurzfilm)
- 2016: The Real O’Neals (Fernsehserie, Episode 2x03)
- 2017: Tunes to Work By (Fernsehserie, Episode 1x04)
- 2018: Primal Rage
- 2019: Goliath (Fernsehserie, 2 Episoden, verschiedene Rollen)
- 2021: Messenger (Kurzfilm)
- 2021: Bond: Kizuna

## Theater
- 2010–2012: USH – Grinchmas!, Regie: Gregg Birkhimer
- Disney Live! Mickey & Minnie's Doorway to Magic, Regie: Fred Tallaksen
- USH – Bill & Ted's Excellent Halloween Adventure, Regie: Gregg Birkhimer
- El Capitan – The Little Mermaid, Regie: James Wood
- Barney's NYC Electric Holiday, Regie: Barnette Ricci
- El Capitan – Secret of the Wings, Regie: Barnette Ricci
- Romanov, Regie: Elena Savko
- One Man's Dream II, Regie: Tokyo Disneyland
- Mickey's Magical Party, Regie: Paris Disneyland
- A Christmas Fantasy Parade, Regie: Disneyland
- Just Dance 5, Regie: Ken Carlson